# Баредине (Бузет)
Баредине (хорв. Baredine) — населений пункт у Хорватії, в Істрійській жупанії у складі міста Бузет.

## Населення
Населення за даними перепису 2011 року становило 43 осіб.
Динаміка чисельності населення поселення:

## Клімат
Середня річна температура становить 12,60 °C, середня максимальна – 26,19 °C, а середня мінімальна – -1,86 °C. Середня річна кількість опадів – 1183 мм.
| Клімат поселення                              | Клімат поселення | Клімат поселення | Клімат поселення | Клімат поселення | Клімат поселення | Клімат поселення | Клімат поселення | Клімат поселення | Клімат поселення | Клімат поселення | Клімат поселення | Клімат поселення | Клімат поселення |
| Показник                                      | Січ.             | Лют.             | Бер.             | Квіт.            | Трав.            | Черв.            | Лип.             | Серп.            | Вер.             | Жовт.            | Лист.            | Груд.            |                  |
| Середній максимум, °C                         | 9,57             | 10,56            | 13,48            | 17,02            | 21,87            | 25,63            | 26,19            | 25,67            | 21,41            | 16,87            | 11,90            | 8,68             |                  |
| Середня температура, °C                       | 3,86             | 4,85             | 7,77             | 11,30            | 16,15            | 19,90            | 22,30            | 21,78            | 17,50            | 12,98            | 8,00             | 4,77             |                  |
| Середній мінімум, °C                          | −1,86            | −0,88            | 2,04             | 5,58             | 10,42            | 14,18            | 18,40            | 17,88            | 13,60            | 9,08             | 4,10             | 0,87             |                  |
| Норма опадів, мм                              | 86               | 68               | 86               | 97               | 88               | 104              | 71               | 100              | 106              | 134              | 131              | 112              |                  |
| Середньомісячна швидкість вітру, м/с          | 1.61             | 1.89             | 2.07             | 2.11             | 1.92             | 1.85             | 1.80             | 1.75             | 1.67             | 1.80             | 1.82             | 1.72             |                  |
| Середньомісячна сонячна радіація, кДж/м²·день | 4425             | 7320             | 10548            | 14821            | 19007            | 20601            | 21495            | 18377            | 13767            | 8827             | 4870             | 3696             |                  |
| --------------------------------------------- | ---------------- | ---------------- | ---------------- | ---------------- | ---------------- | ---------------- | ---------------- | ---------------- | ---------------- | ---------------- | ---------------- | ---------------- | ---------------- |
| Джерело:                                      |                  |                  |                  |                  |                  |                  |                  |                  |                  |                  |                  |                  |                  |